# Severin Jensen
Severin Jensen (1723 - después de 1809) fue un arquitecto danés que trabajó principalmente en el Ducado de Curlandia y Semigalia. En 1772 se convirtió en arquitecto jefe del Duque Peter von Biron, y en 1795 en arquitecto jefe de la Gobernación de Curlandia.

## Biografía
Severin Sören Jensen nació en 1723 en Copenhague, Reino de Dinamarca. No hay fuentes fiables de sus primeros años o educación. En 1766 Jensen llegó al Ducado de Curlandia y Semigalia y fue contratado como asistente del arquitecto Bartolomeo Rastrelli. Era capataz (Kondukteur) y supervisó la construcción de los palacios de Rundāle y Jelgava. Las puertas y establos del complejo del palacio de Rundāle, sin embargo, fueron construidos según el propio proyecto de Jensen en 1766-67. También supervisó la construcción de la Mansión de Zaļenieki (1769-1774).
En 1772 el último Duque de Curlandia Peter von Biron promovió a Jense como arquitecto jefe del ducado (Hofarchitekt). En 1770 fue construido el pabellón de caza del Duque en Pienava (en alemán: Pönau) según el diseño de Jensen. En 1780 fue llamado Friedrichlust en honor a Federico Guillermo II de Prusia. Desde 1775 hasta 1785 la Mansión de Vircava, la favorita del Duque, fue construida según el diseño de Jensen. En 1773-75 Jensen reconstruyó y amplió la Mansión de Svēte cerca de Jelgava. En 1774-75 fue construida la Academia Petrina en Jelgava según el diseño de Jensen. Después de que el Ducado de Curlandia y Semigalia fuera incorporado al Imperio ruso en 1795, Severin Jensen se convirtió en arquitecto jefe de la recién fundada Gobernación de Curlanida.
En 1803 Jensen abandonó Curlandia y viajó a Italia donde participó en la construcción del Palacio Real de Caserta.
Sus últimos años de vida están pobremente documentados. La mayoría de fuentes afirman que Severin Jensen murió después de 1809 en Jelgava. Trabajó en estilo clasicista que era muy popular en la corte de Peter von Biron. Sus primeras obras (establos del palacio de Rundāle, mansión de Zaļenieki) muestran una interesante simbiosis entre barroco y clasicismo. Sus últimas obras son brillantes ejemplos de clasicismo aunque con su carácter distintivo.

## Galería

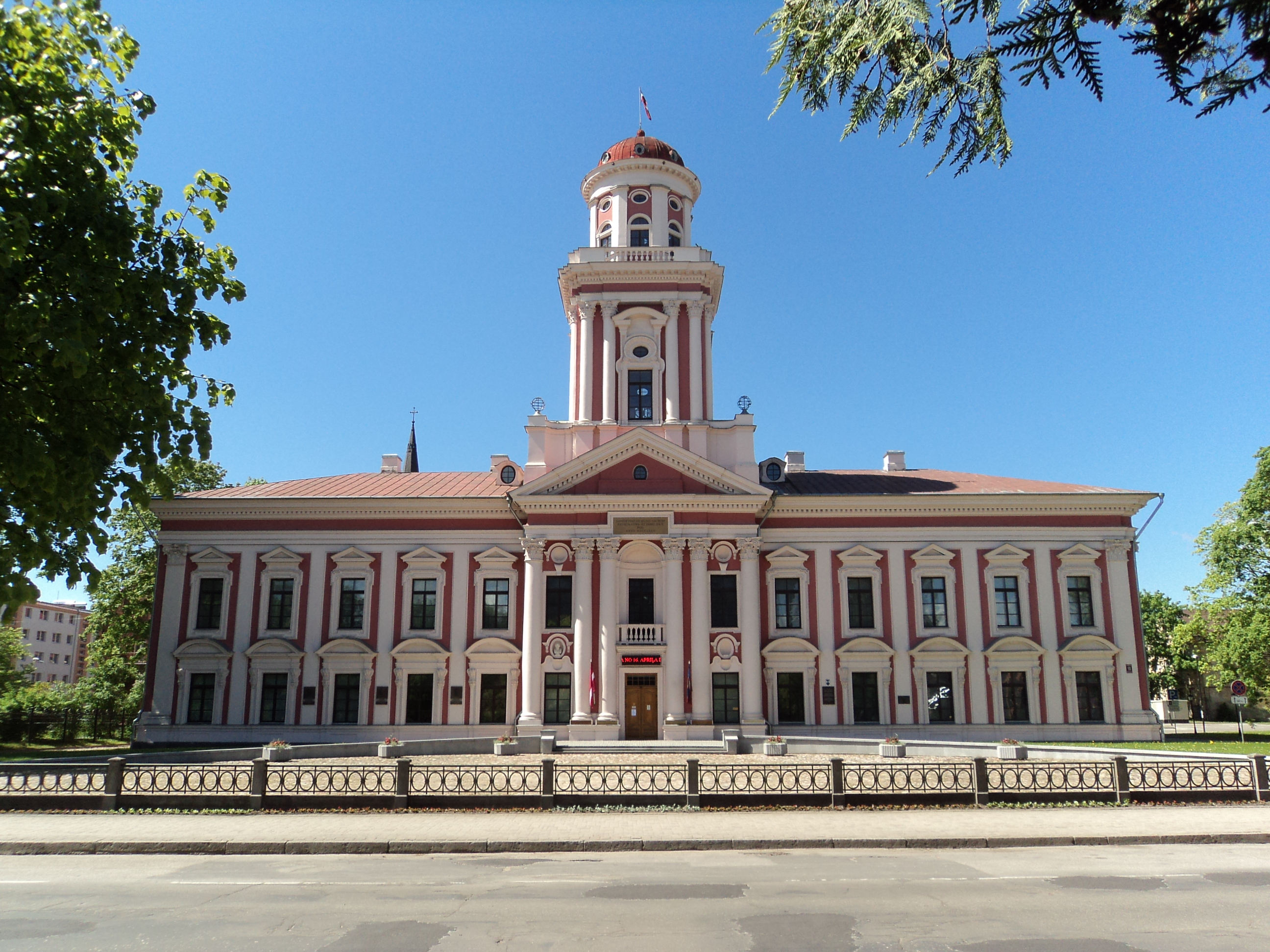
Edificio de la Academia Petrina en Jelgava (1775)
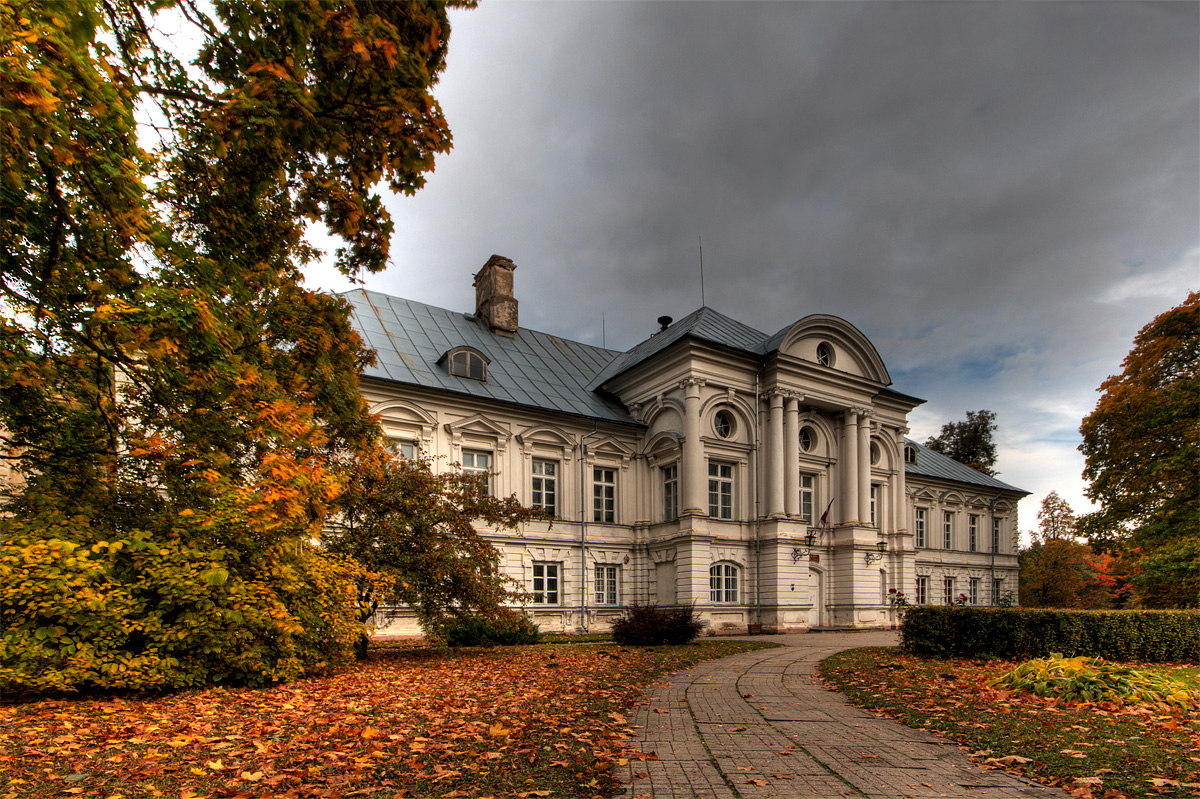
Edificio de la Mansión de Zaļenieki (junto con B.Rastrelli)
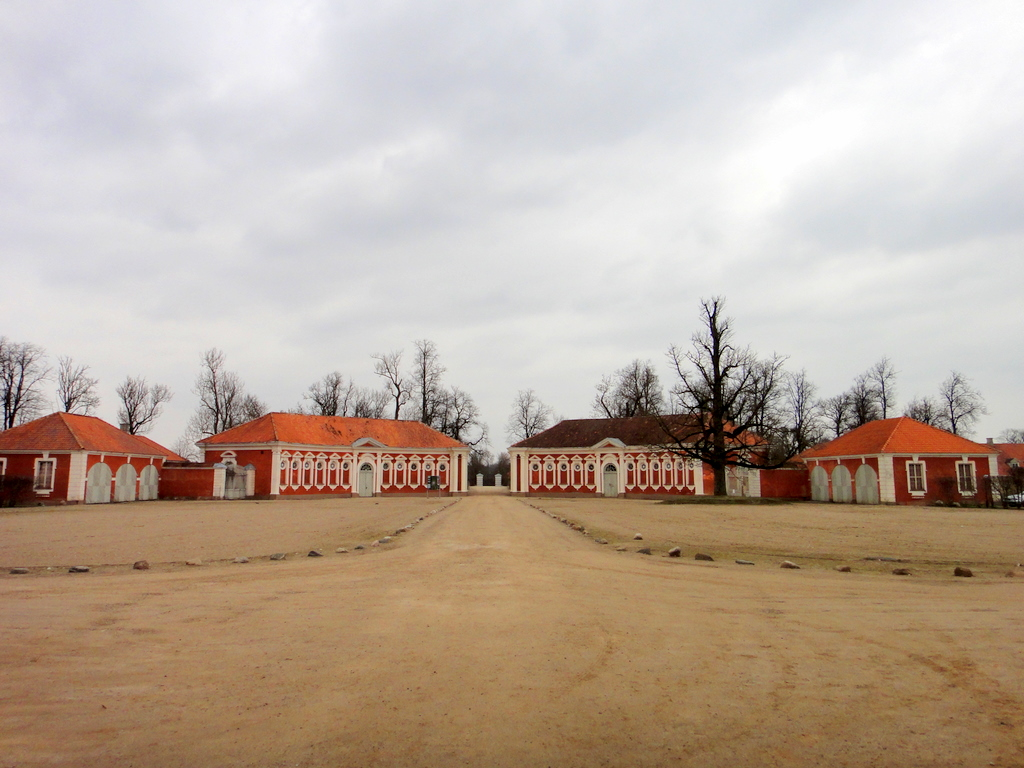
Establos del palacio de Rundāle